# Двадцатифутовый эквивалент

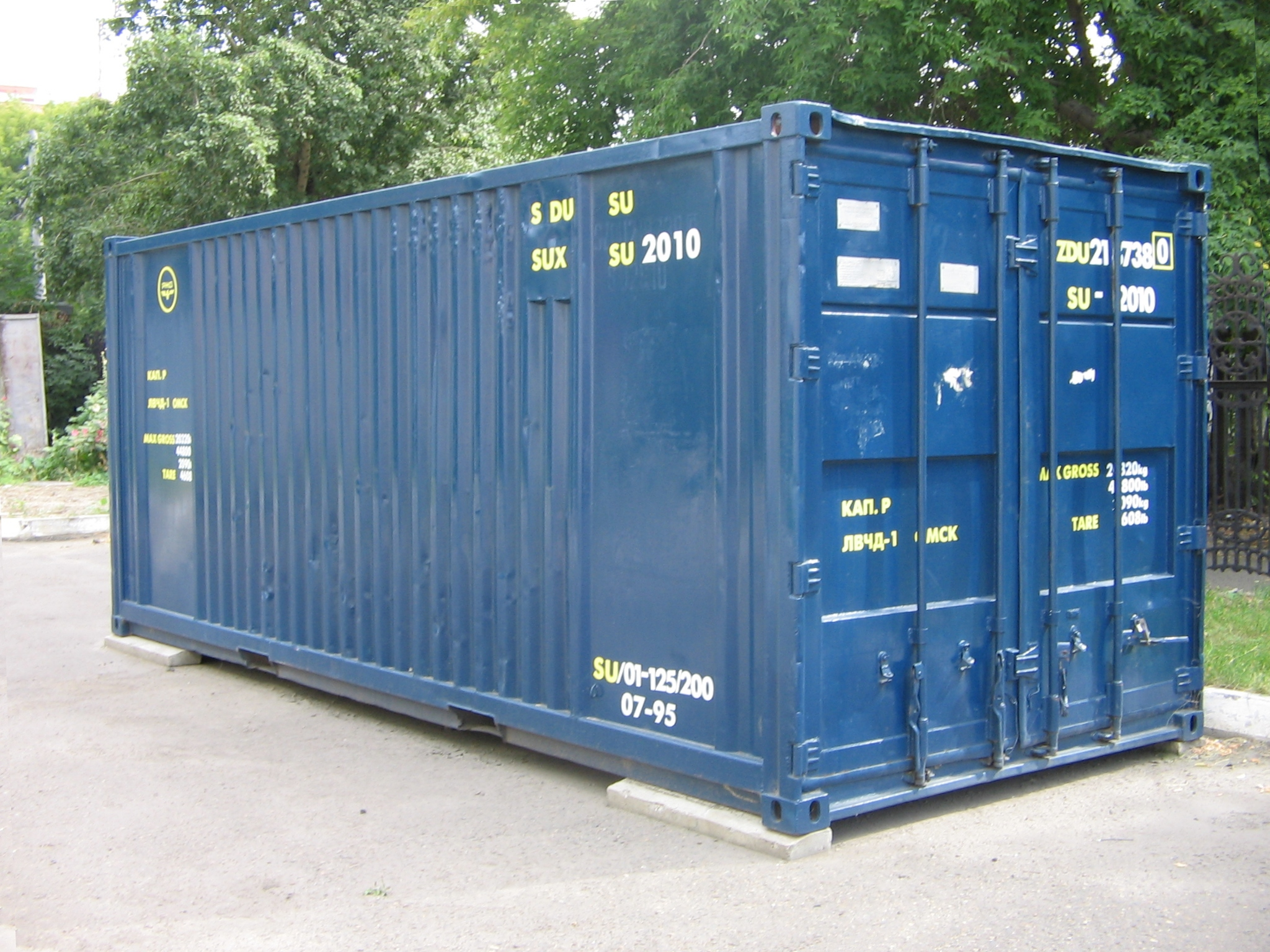
Один 20-футовый (6,1 м) ISO-контейнер соответствует одному TEU

Двадцатифу́товый эквивале́нт (TEU или teu от англ. twenty-foot equivalent unit) — условная единица измерения вместимости грузовых транспортных средств. Часто используется при описании вместимости и пропускной способности контейнеровозов и контейнерных терминалов. Основана на объёме 20-футового (6,1 метра) интермодального ISO-контейнера — металлической коробки стандартного размера, которая может транспортироваться различными видами транспорта: автомобильным, железнодорожным и морским.
Один TEU эквивалентен полезному объёму стандартного контейнера длиной 20 футов (6,1 м) и шириной 8 футов (2,44 м). Высота контейнеров может различаться и обычно находится в пределах 1,3—2,9 м, чаще всего 2,59 м. 45-футовые контейнеры (13,7 м) часто обозначают как 2 TEU вместо 2,25 TEU.

## Размеры

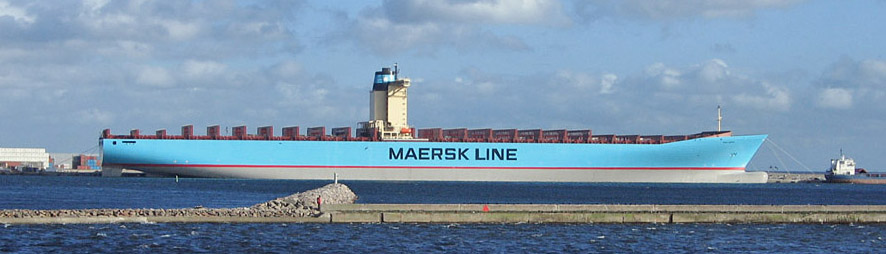
Контейнеровоз Emma Mærsk перевозит до 11 тысяч TEU.

Поскольку TEU является неточной единицей, он не может быть точно пересчитан в другие единицы. Сорокафутовый эквивалент определяют как 2 TEU и могут обозначать FEU или feu (forty-foot equivalent unit).
| Длина                           | Ширина | Высота | Объём    | TEU        |
| ------------------------------- | ------ | ------ | -------- | ---------- |
| 6,1 м (20 футов)                | 2,44 м | 2,59 м | 38 м³    | 1          |
| 12,2 м (40 футов)               | 2,44 м | 2,59 м | 77 м³    | 2          |
| 13,7 м (45 футов)               | 2,44 м | 2,59 м | 86,6 м³  | 2 или 2,25 |
| 14,6 м (48 футов)               | 2,44 м | 2,59 м | 92,4 м³  | 2,4        |
| 16,2 м (53 фута)                | 2,44 м | 2,59 м | 102,1 м³ | 2,65       |
| Высокие — High cube             |        |        |          |            |
| 6,1 м (20 футов)                | 2,44 м | 2,90 м | 43 м³    | 1          |
| Половинной высоты — Half height |        |        |          |            |
| 6,1 м (20 футов)                | 2,44 м | 1,30 м | 19,3 м³  | 1          |

Наиболее популярные размеры 20-футового контейнера: 20×8×8,5 футов, или 6,1×2,44×2,59 м, с объёмом 39 м³. При этом как высокие (High cube, 2,9 м), так и низкие (half height, 1,3 м) контейнеры также считаются за 1 TEU. Таким образом, TEU имеет объём от 19 до 43 м³.
Несмотря на то, что TEU является мерой объёма, можно оценить наибольшую массу, приходящуюся на один TEU. Максимально допустимая масса загруженного 20-футового контейнера равна 24 тоннам. Если вычесть вес тары (2,4 т), 1 TEU будет равен приблизительно 21,6 тонны.
Стандарт ISO 668 задает следующие внешние размеры с допустимыми отклонениями в 10 мм: 6058×2438×2438 мм для TEU с высотой 8 футов и 6058×2438×2591 мм для TEU высотой 8 футов 6 дюймов. Внутренние размеры TEU: 5867×2330×2197 мм и 5867×2330×2350 мм соответственно. Для сорокафутового контейнера внешняя длина увеличивается до 12192, а внутренняя до 11998 мм.